# 2018 au Québec
Cet article traite des événements survenus en 2018 au Québec. 

## Événements

### Janvier
- 10 janvier - La nouvelle mairesse de Montréal, Valérie Plante, essuie des critiques après avoir déposé son premier budget, qui prévoit des hausses de taxes moyennes de 3,3 %[1].
- 16 janvier - Les députés péquistes Alexandre Cloutier, Nicole Léger et Agnès Maltais annoncent qu'ils ne solliciteront pas de nouveau mandat lors des prochaines élections générales. Cloutier ne rejette pas un jour un retour en politique active[2].
- 17 janvier - Nathalie Leclerc, fille de Félix Leclerc, annonce qu'elle sera candidate pour le Parti québécois à la prochaine élection provinciale dans Charlevoix–Côte-de-Beaupré[3]. Mais le jour de l'élection du 1er octobre, elle ne réussit pas à être élue députée.
- 19 janvier - Trois ex-employés de la Montreal Maine & Atlantic Railway qui étaient accusés dans la tragédie ferroviaire de Lac-Mégantic de 2013 sont reconnues non coupables de négligence criminelle à la suite d'un procès devant jury[4].
- 21 janvier : Élection à la chefferie du NPD québécois (en): Raphaël Fortin en devient le nouveau chef[5].
- 29 janvier - La loi québécoise sur l'immatriculation des armes à feu entre en vigueur[6].

### Février
- 1er février - Un hélicoptère s'écrase dans un champ à Saint-Joachim-de-Courval près de Drummondville, faisant trois morts[7].
- 11 février - Aux Jeux olympiques de Pyeongchang, la Québécoise Justine Dufour-Lapointe remporte la médaille d'argent en ski acrobatique (bosses)[8].
- 12 février -
  - La planchiste originaire de Stoneham-et-Tewkesbury, Laurie Blouin, remporte une médaille d'argent en slopestyle[9].
  - Mikaël Kingsbury remporte la médaille d'or en ski acrobatique (bosses)[10].
- 13 février -
  - Kim Boutin obtient la médaille de bronze au 500 mètres de patinage de vitesse sur courte piste[11].
  - Québec annonce que les 10 000 médecins spécialistes du Québec recevront 500 millions $ d'ici le 31 mars. Cet argent sera financé à même les surplus budgétaires[12].
- 14 février - L'Assemblée nationale adopte la loi 107 faisant de l'UPAC un véritable corps policier[13].
- 17 février - Aux Jeux olympiques, Samuel Girard remporte la médaille d'or en patinage de vitesse courte piste de 1 000 mètres[14]. De plus, Kim Boutin remporte une médaille de bronze au patinage de vitesse 1 500 mètres[15].
- 18 février - Le skieur acrobatique Alex Beaulieu-Marchand remporte une médaille de bronze en slopestyle[16].
- 20 février - La Caisse de dépôt et placement annonce qu'elle a maintenant un actif de 298,5 milliards de dollars[17].
- 22 février - 
  - Aux Jeux olympiques, Kim Boutin remporte une médaille d'argent en patinage de vitesse 1 000 mètres[18]. De plus, l'équipe canadienne masculine, comprenant entre autres Samuel Girard et Charles Hamelin, obtient la médaille de bronze au relais 5000 mètres[19].
  - L'ancien chef d'Option nationale, Jean-Martin Aussant, annonce son retour au Parti québécois[20].
- 24 février - 
  - Sébastien Toutant obtient la médaille d'or en surf des neiges au Big air[21].
  - Le député François Gendron, qui détient le record de longévité à l'Assemblée nationale, annonce son retrait de la vie politique[22].
  - Le film Les Rois mongols de Luc Picard remporte l'Ours de cristal au Festival international du film de Berlin[23].
- 25 février - La triple médaillée Kim Boutin est porte-drapeau canadienne lors de la clôture des Jeux olympiques de Pyeongchang[24].
- 28 février - En désaccord avec leur chef Martine Ouellet, sept des dix députés du Bloc québécois démissionnent en bloc. Ils siégeront désormais comme indépendants. Ces députés ont pour priorité la défense des intérêts du Québec à Ottawa tandis que Martine Ouellet mise principalement sur la promotion de l'indépendance[25].

### Mars
- 5 mars -
  - En visite en France, Philippe Couillard rencontre le président Emmanuel Macron[26].
  - Le ministre Jean-Marc Fournier annonce son retrait de la vie politique[27].
- 12 mars - Affaire Ariel Jeffrey Kouakou : Ariel Jeffrey Kouakou, un enfant de 10 ans, disparaît à Montréal[28].
- 16 mars - La ville de Québec annonce un projet de création d'un nouveau réseau de transport comprenant des tramways, des trambus, des autobus ainsi qu'une «portion métro». La mise en place de ce réseau devrait coûter 3 milliards $ et celui-ci devrait être opérationnel à l'automne 2026[29].
- 19 mars - La cheffe du Bloc québécois, Martine Ouellet, annonce qu'elle se soumettra à un vote de confiance des membres du parti le plus tôt possible[30].
- 20 mars - Les non résidents ne peuvent plus chasser l'orignal dans la province. Cette mesure s'appliquait déjà au nord du 52e parallèle[31].
- 26 mars - Alexandre Bissonnette, accusé de l'attentat du 29 janvier 2017 à la mosquée de Québec, plaide non coupable lors des audiences préliminaires de son procès[32].
- 27 mars - Le cinquième budget Leitao prévoit 109,6 milliards $ de revenus et 108,7 milliards $ de dépenses en 2018-2019. Le surplus est de 904 millions $. La dette brute est de 204,5 milliards $. Le budget annonce une croissance de 5 % des dépenses en éducation et de 4,6 % en santé. Par rapport à l'année précédente, la hausse des dépenses est de 4,6 milliards $. Les PME paieront moins d'impôts. Une taxe est prévue pour les produits achetés en ligne à l'étranger, que ce soit sur Amazon ou sur Netflix[33].
- 28 mars - À la suite d'une évaluation psychiatrique, Alexandre Bissonnette change d'avis et se déclare coupable de l'attentat du 29 janvier 2017 à la mosquée de Québec. Il est condamné à la prison à vie[34].

### Avril
- 3 avril - L'ancien chroniqueur de La Presse, Vincent Marissal, annonce qu'il présente sa candidature pour Québec solidaire dans la circonscription de Rosemont lors de la prochaine élection[35].
- 15 avril - Jean-Martin Aussant est officiellement le candidat péquiste dans la circonscription de Pointe-aux-Trembles pour la prochaine élection[36].
- 16 avril - sortie du film La Bolduc qui raconte l'histoire d'une chanteuse populaire québécoise qui a marqué les années 1920 et 1930[37].
- 17 avril - Le député d'Argenteuil Yves St-Denis est exclu du caucus libéral pour une allégation d'inconduite sexuelle[38].
- 19 avril - La Cour supérieure du Québec confirme la validité de la loi 99 au Québec. Celle-ci, adoptée par l'Assemblée nationale en 2000, accordait aux Québécois le droit à l'autodétermination et consacrait la formule 50 % + 1 lors d'un référendum[39].
- 27 avril - Le ministre des Affaires municipales, Martin Coiteux, annonce son retrait prochain de la vie politique[40].

### Mai
- 1er mai - 
  - Le salaire minimum augmente de 75 cents à 12 $[41].
  - À Ottawa, les sept députés bloquistes qui avaient quitté le caucus en février dernier annoncent qu'ils quittent définitivement le parti[42].
- 4 mai -
  - Amir Khadir et David Heurtel annoncent leur retrait de la vie politique[43],[44].
  - Des vents violents balayent le sud de la province, 30 000 foyers ont été privés d'électricité[45].
- 7 mai - La ministre du Tourisme, Julie Boulet, annonce son retrait de la vie politique[46].
- 8 mai - Le président de La Presse annonce que le journal ne sera plus la propriété de Power Corporation. Il deviendra un organisme à but non lucratif[47].
- 11 mai - 
  - Québec et Ottawa annoncent la construction d'une voie ferrée devant contourner le centre-ville de Lac-Mégantic. C'est ce que les Méganticois demandaient depuis la tragédie de 2013 qui avait fait 47 morts[48].
  - L'ancienne ministre libérale, Marguerite Blais, annonce qu'elle se présente pour la CAQ dans Prévost lors de la prochaine élection générale[49].
- 12 mai - Le nouveau Manège militaire de Québec est inauguré[50].
- 19 mai - Une manifestation visant à protester contre les politiques migratoires du gouvernement Trudeau jugées trop peu contraignantes a lieu à Saint-Bernard-de-Lacolle, à la frontière entre le Québec et les États-Unis[51].
- 30 mai - Le ministre libéral Robert Poëti annonce son retrait de la vie politique[52].

### Juin
- 3 juin - 
  - Martine Ouellet n'obtient l'appui que de 32 % des bloquistes lors du référendum interne du Bloc québécois[53].
  - Les Affamés remportent le Prix Iris du meilleur film lors du vingtième Gala du cinéma québécois. Christian Bégin remporte celui du meilleur acteur et Maude Guérin celui de la meilleure actrice[54].
- 4 juin - Martine Ouellet annonce sa démission comme chef du Bloc québécois[55].
- 8 et 9 juin - Le 44e sommet du G7, qui se tient au Manoir Richelieu à La Malbaie, n'est pas perturbé par les nombreuses manifestations qui se déroulent à Québec et à La Malbaie[56].
- 12 juin - Québec adopte la loi 157 encadrant le cannabis. La CAQ et le PQ ont voté contre[57].
- 18 juin - Au niveau fédéral, Richard Martel du Parti conservateur remporte l'élection partielle dans la circonscription de Chicoutimi—Le Fjord[58].
- 25 juin - L'homme d'affaires Tony Accurso est reconnu coupable d'abus de confiance, de fraude et de complot après un procès de plusieurs mois[59].

### Juillet
- 2 juillet - La Macaza est frappé par une mini-tornade de 140 km/h, 850 foyers ont été privés d'électricité[60].
- 5 juillet - Tony Accurso écope de quatre années de prison[61].
- 12 juillet - Tony Accurso est libéré en attendant les décisions de la Cour d'appel[62].
- 26 juillet - Les négociations avec le gouvernement Couillard n'ayant pas abouti, les chirurgiens-dentistes du Québec se retirent du régime public. Les enfants de moins de 10 ans et les assistés sociaux ne recevront plus de soins gratuits[63].
- 27 juillet - Le ministre Gaétan Barrette signe le décret ministériel empêchant les dentistes de se désaffilier du régime public[64].

### Août
- 6 août - 
  - Québec lance une campagne publicitaire devant sensibiliser les gens aux problèmes dus à la consommation de cannabis qui sera légal au Canada à partir du 17 octobre prochain[65].
  - Le temps violent dans la MRC de Vaudreuil-Soulanges cause des pannes de courant possiblement par une microrafale[66],[67].
- 21 août - L'ancien porte-parole de la police de Montréal, Ian Lafrenière, annonce qu'il sera candidat de la CAQ dans la circonscription de Vachon pour la prochaine élection[68].
- 23 août - 
  - La campagne électorale débute officiellement. Elle durera 39 jours[69].
  - N'étant plus en accord avec le programme de son parti, Maxime Bernier quitte le Parti conservateur. Il annonce son intention de fonder un nouveau parti politique[70].
- 31 août - Dans le contexte des négociations sur le libre-échange entre le Canada et les États-Unis, les chefs des principaux partis politiques québécois s'unissent pour défendre la gestion de l'offre[71]. Le système de gestion de l'offre a été créé en 1972 par le gouvernement canadien pour protéger l'agriculture canadienne contre les industries étrangères du lait, des œufs et de la volaille. Elle permet la stabilisation des prix au pays et la limitation des importations[72].

### Septembre
- 13 septembre - Lors du premier débat en français de la campagne électorale, les chefs s'affrontent surtout sur la question de l'immigration et sur celle des salaires consentis aux médecins spécialistes[73].
- 17 septembre - Paul McCartney commence sa tournée Freshen Up au Centre Vidéotron de Québec avec un concert fleuve réussi de trois heures. L'ancien Beatle interprète quarante chansons[74].
- 20 septembre - La question de l'immigration est de nouveau à l'ordre du jour lors du deuxième débat en français[75].
- 21 septembre - Une tornade frappe Ottawa et Gatineau. Des maisons sont détruites, des toits arrachés et des centaines de milliers de foyers sans électricité[76].

### Octobre
- 1er octobre - 
  - Les chefs politiques du Québec dénoncent le nouvel accord de libre-échange entre le Canada, les États-Unis et le Mexique[77].
  - La Coalition avenir Québec remporte la 42e élection générale québécoise avec 74 circonscriptions et 37,5 % du vote. François Legault devient le nouveau premier ministre. Le Parti libéral fait élire 32 députés et 25 % des votes exprimés. C'est sa pire défaite depuis cinquante ans. Le Parti québécois est en pleine déconfiture avec 10 députés élus et 17 % du vote. Son chef, Jean-François Lisée, qui a perdu dans sa circonscription, donne sa démission. Québec solidaire, avec 10 députés et 16 % des vois, fait des gains en dehors de Montréal[78].
- 4 octobre - Philippe Couillard annonce sa démission comme chef du Parti libéral et comme député de Roberval[79].
- 5 octobre - Pierre Arcand devient chef intérimaire du Parti libéral. L'une de ses premières décisions est d'exclure le député de Chomedey, Guy Ouellette, du caucus du parti. Ouellette avait connu plusieurs démêlés avec l'UPAC ces derniers mois[80].
- 9 octobre -
  - François Legault entreprend son premier voyage à l'étranger en tant que premier ministre. Il se rend à Erevan en Arménie pour le Sommet de la francophonie[81].
  - Pascal Bérubé est nommé chef intérimaire du Parti québécois[82].
- 10 octobre - À la suite d'un recomptage électoral, le Parti québécois remporte la victoire dans la circonscription de Gaspé et devient ainsi la deuxième opposition officielle à l'Assemblée nationale[83].
- 17 octobre - Le cannabis est maintenant légal au Québec et au Canada[84].
- 18 octobre - Le gouvernement de François Legault est assermenté. Le premier ministre tient sa promesse de parité avec 13 hommes et 13 femmes. Geneviève Guilbault est entre autres vice première ministre et ministre de la Fonction publique. Eric Girard est ministre des Finances, Mathieu Lacombe ministre de la Famille, Danielle McCann ministre de la Santé et des Services sociaux et Jean-François Roberge ministre de l'Éducation[85].

- 28 octobre - Hubert Lenoir remporte trois Prix Félix au 40e gala des prix Félix dont celui de révélation de l'année. Klô Pelgag et Patrice Michaud sont les interprètes de l'année[86].

### Novembre
- 6 novembre - On annonce que des fortifications datant de 1693 ont été découvertes dans le Vieux-Québec. Elles sont d'une longueur de 20 mètres et étaient enfouies dans la glaise en dessous de la rue sainte-Ursule. 500 personnes sur une population de 800 habitants ont participé à sa construction à l'époque[87].
- 8 novembre - La compagnie Bombardier annonce qu'elle abolira 5000 postes dont 2500 au Québec pour une économie annuelle de 250 millions de dollars[88].
- 15 novembre - La première mission commerciale de François Legault se déroule à Boston. La vente d'électricité aux États de la Nouvelle-Angleterre en est le thème principal[89].
- 19 novembre - François Legault rencontre le premier ministre ontarien Doug Ford à Toronto. Ils parlent entre autres de la décision de celui-ci d'éliminer le projet de l'université de l'Ontario français et le commissariat aux services en français. Legault voudrait qu'il revienne sur sa décision[90].
- 22 novembre - Le Parti québécois et Québec solidaire obtiennent le titre de groupe parlementaire à l'Assemblée nationale même s'ils n'ont pas obtenu 12 sièges ou 20 % des votes lors de la dernière élection générale[91].
- 26 novembre - L'ancien ministre péquiste Yves-François Blanchet annonce qu'il se lance dans la course à la direction du Bloc québécois[92].
- 28 novembre - La première session parlementaire caquiste débute. Dans son discours d'ouverture, François Legault dit prioriser l'éducation. Son budget sera augmenté et protégé, les classes de prématernelles seront créées et les commissions scolaires seront transformées en centres de service[93].
- 29 novembre - Les Îles de la Madeleine sont coupées du reste du monde à la suite d'une tempête de neige. Les pannes d'électricité sont multiples, le service de télécommunications est hors d'usage. L'aéroport est fermé, les traversiers ne fonctionnent pas[94].
- 30 novembre - L'Assemblée nationale vote à l'unanimité une motion présentée par le Parti québécois dénonçant les restrictions budgétaires contre la communauté francophone de l'Ontario. Le drapeau franco-ontarien sera hissé sur l'une des tours de l'Hôtel du Parlement[95].

### Décembre
- 4 décembre - Le gouvernement Legault annonce son intention d'abaisser le seuil d'immigration. Le Québec accueillera désormais 10 000 immigrants de moins par année. Il en a accueilli 50 000 en 2018. Il en accueillera 40 000 en 2019[96].
- 5 décembre - Le gouvernement Legault dépose le projet de loi 2 haussant de 18 à 21 ans l'âge légal pour acheter du cannabis[97].
- 6 décembre - Le gouvernement dépose le projet de loi visant à uniformiser la taxe scolaire à travers le Québec[98].
- 10 décembre - La CAQ remporte l'élection partielle de Roberval. La circonscription était auparavant détenue par l'ancien premier ministre Philippe Couillard[99].
- 16 décembre - L'ancien ministre libéral Pierre Moreau annonce son retrait de la politique active. Il n'a pas l'intention, dit-il, de succéder à Philippe Couillard[100].

## Décès
- 13 janvier - Emmett Johns (prêtre et intervenant social) (º 3 avril 1928)
- 19 janvier - Maurice Couture (ancien archevêque de Québec) (º 3 novembre 1926)
- 26 janvier - Jacques Languirand (animateur de radio et de télévision) (º 1er mai 1931)
- 9 février - Daniel Tremblay (comédien) (º 16 novembre 1947)
- 12 mars - Danièle Dorice (Danièle Angers) (chanteuse) (º 23 juillet 1935)
- 25 mars - André Bourbeau (homme politique) (º 1er juin 1936)
- 29 mars - Rusty Staub (joueur de baseball) (º 1er avril 1944)
- 7 avril - Raymond Lemieux (architecte et Grand Québécois) (º 17 novembre 1933)
- 8 avril - Lise Lebel (journaliste) (º 8 avril 1947)
- 23 avril - Yvon Trudel (réalisateur télé) (º 8 décembre 1934)
- 6 mai - André Payette (journaliste) (º 1930)
- 30 mai - Gabriel Gascon (acteur) (º 8 janvier 1927)
- 25 juin - Paul Gérin-Lajoie (homme politique) (º 23 février 1920)
- 26 juin - Daniel Pilon (acteur) (º 13 novembre 1940)
- 4 juillet - Carmen Campagne (chanteuse) (º 8 septembre 1959)
- 7 août - John Ciaccia (homme politique) (º 4 mars 1933)
- 15 août - Albert Millaire (acteur) (º 18 janvier 1935)
- 5 septembre -
  - Lise Payette (écrivaine, animatrice, femme politique, féministe) (º 29 août 1931)
  - Gilles Pelletier (acteur) (º 22 mars 1925)
- 7 septembre - Jacques Amyot (nageur) (º 13 novembre 1924)
- 27 septembre - Jacques Laurin (linguiste) (13 mai 1931)
- 1er octobre - Élaine Zakaïb (femme politique) (º 9 juillet 1959)
- 11 octobre - Johanne Fontaine (actrice) (º 4 avril 1955)
- 13 octobre - Jean Bienvenue (homme politique, avocat et magistrat) (º 24 juin 1928)
- 17 octobre - Jean-Pierre Girerd (caricaturiste) ( 6 mars 1931)
- 23 octobre - Louis O'Neill (enseignant et homme politique) (º 25 avril 1925)
- 6 novembre - Bernard Landry (ancien premier ministre du Québec) (º 9 mars 1937)
- 19 novembre - Michel Pepin (courriériste parlementaire) (º 14 août 1961)
- 25 novembre - Claude Péloquin (poète, écrivain et parolier) (º 25 août 1942)
- 26 novembre - Louis Marceau (avocat et magistrat, premier Protecteur du citoyen du Québec (º 6 février 1927)
- 3 décembre - Robert Lavoie (comédien) (º 7 janvier 1949)
- 10 décembre - Raoul Hunter (sculpteur et caricaturiste) (º 18 juin 1926)
- 11 décembre - Huguette Uguay (comédienne) (º 4 février 1927)
- 24 décembre - Guy Bacon (administrateur et homme politique)  (º 13 février 1936)
- 30 décembre - Claude Gingras (critique musical) (º 1er juillet 1931)

## Sources et références
1. ↑  Jeanne Corriveau, « Budget de Montréal: Valérie Plante brise une première promesse », Le Devoir, Montréal,‎ 11 janvier 2018 (lire en ligne)
2. ↑  Cloutier, Léger, Maltais: les départs s'enchaînent
3. ↑  La fille de Félix Leclerc, Nathalie, candidate pour le PQ
4. ↑  Procès Lac-Mégantic: les trois accusés blanchis par le jury
5. ↑  Raphaël Fortin élu chef du NPD-Québec
6. ↑  Le registre des armes à feu entre en vigueur
7. ↑  Un homme et deux filles tués dans l'écrasement d'un hélicoptère à Drummondville
8. ↑  Justine Dufour-Lapointe rafle l'argent en bosses
9. ↑  La maman de Laurie Blouin éblouie par sa fille
10. ↑  La médaille d'or de Kingsbury, la fierté d'une grand-mère
11. ↑  Kim Boutin menacée de mort après sa médaille de bronze
12. ↑  Près de 500 millions aux médecins spécialistes à même les surplus budgétaires
13. ↑  L'UPAC obtient plus de pouvoirs
14. ↑  Patinage de vitesse courte piste: Samuel Girard remporte l'or au 1000 m à Pyeongchang
15. ↑  Kim Boutin décroche le bronze au 500 m
16. ↑  Ski acrobatique: Alex Beaulieu-Marchand remporte la médaille de bronze en slopestyle
17. ↑  TVA Nouvelles du 20 février 2018
18. ↑  Le trône de Kim Boutin
19. ↑  Patinage de vitesse: le Canada décroche le bronze au relais masculin
20. ↑  Aussant retourne à sa «famille politique naturelle», selon QS
21. ↑  Le Canada décroche la médaille d'or au big air
22. ↑  François Gendron confirme son retrait de la vie politique
23. ↑  Les rois mongols gagne un prix à la Berlinale
24. ↑  Kim Boutin sera le porte-drapeau du Canada
25. ↑  Les dépultés dissidents du Bloc démissionnent en bloc
26. ↑  La force des francophones, c'est qu'ils «doivent parler d'autres langues», dit Macron
27. ↑  Jean-Marc Fournier tire sa révérence
28. ↑  Mayssa Ferah, « Disparition d’Ariel Jeffrey Kouakou en 2018: Une photo vieillie ravive l’espoir », La Presse,‎ 12 mars 2024 (lire en ligne, consulté le 16 mars 2024)
29. ↑  Québec dévoile son projet de tramway
30. ↑  Martine Ouellet prête à se soumettre à un vote de confiance rapidement
31. ↑  Chasse à l'orignal: nouvelle règle pour les non-résidents
32. ↑  Attentat à la mosquée de Québec: Alexandre Bissonnette plaide non coupable
33. ↑  Voici les faits saillants du budget Leitao
34. ↑  Alexandre Bissonnette plaide coupable et évite un procès
35. ↑  Vincent Marissal avait l'embarras du choix
36. ↑  Jean-Martin Aussant confirmé candidat du PQ dans Pointe-aux-Trembles
37. ↑  La Bolduc sur imdb.com
38. ↑  Le député d'Argenteuil, Yves St-Denis, se retire du caucus libéral
39. ↑  La Cour supérieure confirme la validité de la loi 99 sur l'autodétermination du Québec
40. ↑  Philippe Couillard affrontera l'électorat sans Martin Coiteux
41. ↑  Le salaire minimum passera à 12 $ le 1er mai prochain au Québec
42. ↑  Les députés dissidents du Bloc québécois claquent la porte
43. ↑  Amir Khadir ne se présentera pas aux prochaines élections
44. ↑  Le ministre libéral David Heurtel quitte la vie politique
45. ↑  Zone Environnement - ICI.Radio-Canada.ca, « Moins de 30 000 clients privés d'électricité au Québec », sur Radio-Canada.ca (consulté le 10 août 2018)
46. ↑  La ministre Julie Boulet quitte la vie politique
47. ↑  La Presse deviendra la propriété d'un OSBL et sortira du giron de Power Corporation
48. ↑  Lac-Mégantic: Trudeau et Couillard donnent le feu vert à la voie de contournement
49. ↑  Marguerite Blais confirme qu'elle représentera la CAQ dans Prévost
50. ↑  Les Voltigeurs reprennent possession du Manège militaire de Québec
51. ↑  Des manifestants sèment la pagaille à la frontière
52. ↑  Poëti assure quitter la vie politique le cœur léger
53. ↑  Après avoir tourné le dos à Martine Ouellet, le Bloc veut panser ses plaies
54. ↑  Les affamés et Robin Aubert triomphent au Gala Cinéma Québec
55. ↑  Martine Ouellet quitte son poste de chef du Bloc québécois
56. ↑  12 heures de manifestations anti-G7 à Québec
57. ↑  Québec adopte son projet de loi sur l'encadrement du cannabis
58. ↑  Le conservateur Richard Martel élu dans Chicoutimi-Le Fjord
59. ↑  L'entrepreneur Tony Accurso coupable sur toute la ligne
60. ↑  La Macaza frappée par une mini-tornade
61. ↑  Quatre années de prison pour Tony Accurso
62. ↑  Tony Accurso est libéré pendant les procédures d'appel
63. ↑  2000 chirurgiens-dentistes se retirent de la RAMQ
64. ↑  Les dentistes du Québec ne pourront pas se désaffilier
65. ↑  Québec lance une campagne d'information sur le cannabis
66. ↑  VIVA média, « Une soirée difficile dans Vaudreuil-Soulanges | VIVA média », VIVA média,‎ 6 août 2018 (lire en ligne, consulté le 9 août 2018)
67. ↑  Zone Environnement - ICI.Radio-Canada.ca, « Les intempéries ont privé d'électricité des milliers de foyers », sur Radio-Canada.ca (consulté le 9 août 2018)
68. ↑  Ian Lafrenière fait officiellement le saut avec la CAQ
69. ↑  Le Québec officiellement plongé en campagne électorale
70. ↑  Maxime Bernier passe de la parole aux actes et quitte le Parti conservateur.
71. ↑  Lisée, Couillard, Legault et Massé se lèvent pour défendre la gestion de l'offre
72. ↑  La gestion de l'offre, c'est quoi au juste?
73. ↑  Les chefs croisent le fer sur la question de l'immigration
74. ↑  Une première mondiale de Freshen Up réussie pour Paul McCartney à Québec
75. ↑  À campagne agitée, débat musclé
76. ↑  Une tornade «dévastatrice» frappe Ottawa et Gatineau
77. ↑  Couillard dénonce une «très mauvaise» entente pour le Québec
78. ↑  La CAQ chasse les libéraux du pouvoir
79. ↑  Philippe Couillard met fin à sa carrière politique
80. ↑  Pierre Arcand nommé chef intérimaire du PLQ
81. ↑  Francophonie: François Legault veut voir plus clair dans la gestion de Michaëlle Jean
82. ↑  Le député Pascal Bérubé sera chef intérimaire du Parti québécois
83. ↑  Après recomptage, le PQ remporte la circonscription de Gaspé
84. ↑  Vente historique d'un gramme: la Canada légalise la marijuana
85. ↑  Découvrez les ministres du gouvernement Legault
86. ↑  Hubert Lenoir grand gagnant du 40e Gala de l'ADISQ
87. ↑  Des fortifications de 1693 découvertes en excellent état à Québec
88. ↑  Bombardier abolit 5000 postes et vend son programme d'avions Q Series
89. ↑  François Legault à Boston pour sa première mission économique
90. ↑  Compressions dans les services en français en Ontario: François Legault veut que Doug Ford revienne sur sa décision
91. ↑  Le PQ et QS obtiennent le statut de groupe parlementaire à l'Assemblée nationale
92. ↑  L'ex des Ex Yves-François Blanchet se lance dans la course à la direction du Bloc
93. ↑  «L'éducation, c'est l'avenir de la nation québécoise» - François Legault
94. ↑  Pannes aux Îles: Québec apporte son aide aux Madelinots
95. ↑  Le drapeau franco-ontarien à l'Assemblée nationale du Québec
96. ↑  Québec confirme sa volonté d'accueillir 10 000 immigrants de moins en 2019
97. ↑  Québec va hausser à 21 ans l'âge légal pour acheter du cannabis
98. ↑  L'uniformisation de la taxe scolaire mettra fin à une situation «inacceptable», dit Legault
99. ↑  La CAQ remporte une 75e circonscription au Québec
100. ↑  Pierre Moreau se retire de la politique active